# Takács Ferenc (filozófus)
Takács Ferenc (Szeged, 1938. március 7. – Budapest, 2018. augusztus 15.) filozófus, esztéta, sporttörténész, sportoló (atléta, kosárlabdázó).

## Élete
Fiatal korában aktív sportoló volt: az 1940-es, 1950-es években kosárlabdázott a Szegedi Haladás, a Szegedi Honvéd, Bp. Előre és a TFSE csapataiban, ahol az OB I-ig jutott fel. Az 1959-es magyar atlétikai bajnokságon csapatban országos bajnok lett (hármasugrás, magasugrás), atlétikai hadseregbajnok volt 1959–60-ban hármasugrásban. 1959-ben a Fegyveres Testületek Nemzetközi Spartakiádján 1. helyezést ért el magasugrásban 1959-ben.
1964-ben testnevelőtanári diplomát szerzett a Testnevelési Főiskolán, majd rögtön továbbtanult az ELTE Bölcsészettudományi Karának, filozófia szakán. 1967-ben másoddiplomázott, majd 1985-ben kandidált filozófia-esztétikából. 1971-ben a Marxizmus-Leninizmus Esti Egyetem esztétika szakosítóját is elvégezte.
1964-től dolgozott a Testnevelési Főiskolán: a Marxizmus-Leninizmus tanszéken 1968-ig főiskolai tanársegéd, 1984-ig adjunktus, majd a társadalomtudományi tanszéken 1985-től 1989-ig egyetemi docens, utána egyetemi tanár. 1986-tól 2003-ig a TF Társadalomtudományi Tanszékének vezetője volt. Oktatói tevékenysége során elsősorban a filozófia, filozófiatörténet, formális logika, esztétika-művelődéstörténet, sportpolitika témákat érintette.

## Szervezeti tagságok
- Nemzetközi Sportszociológiai Bizottság(wd)
- Magyar Szociológiai Társaság(wd)
- Magyar Történelmi Társulat
- Magyar Sporttudományi Társaság
- Magyar Olimpiai Akadémia Tanácsa
- Magyar Olimpiai Bizottság

## Díjai
- 1979 Ezüstgerely díj az „Ép testben”,1993-ben a Sport krónikája, 2000-ben a Magyarok az olimpiai játékokon[5] és 2012-ben az Irodalom és testkultúra c. könyvért[6]
- 1982 Hepp Ferenc-díj
- 1997 Pro Universitate-díj
- 1999 MOB-médiadíj megosztva Krasovecz Ferenccel a Száz év atlétika c. könyvért
- 2012 Ezüstgerely díj (életműdíj)[5]
- 2018 Fair Play Életműdíj (Magyar Olimpiai Bizottság)[7]

## Könyvei, publikációi
- Sportszociológia. Bp. 1974. Közgazdasági és Jogi Kiadó
- Ép testben; Móra, Bp., 1979
- A testkultúra esztétikai alapjai. Bp. 1985. MTA
- Marketing és szponzorálás a sportban. I. Olimpiai Sport-marketing Szeminárium. Tata, 1990. november 7-8.; szerk. Takács Ferenc; MOB, Bp., 1991 (Olimpiai szakkönyvtár)
- Az olimpiák; Útmutató, Bp., 1996 (Változó világ)
- Száz év atlétika. 1997. Bp. MASZ
- A modern olimpiai játékok. Bp. 1997. Útmutató Kiadó
- Takács Ferenc: A futólegenda. Iharos Sándor, 1930–1996; Plantin-Print Bt., Bp., 2003
- Takács, F. (2003): Korunk kulturális trendjei és a testkultúra. IV. Országos Sporttudományi Kongresszus. I. kötet 37-42. p.
- Az olimpiák; 2. átdolg. kiad.; Press Publica, Bp., 2004 (Változó világ)
- Mesélő Mátyásföld; XVI. Ker. Önkormányzat, Bp., 2004 (Kertvárosi helytörténeti füzetek)
- Takács, F. (2005): A kultúra történeti formái és a testkultúra. Kalokagathia. 1-2. sz. 7-14. p.
- Takács, F. (2006): Régi idők sportérmei. Tandem Kiadó
- Takács, F. (2007) Szomaesztétika – egy új sport diszciplína körvonalai. Kalokagathia 1-2. sz. 59-67. p.
- Takács, F. (2007): Az emberi test filozófiai megközelítése. V. Országos Sporttudományi Kongresszus Bp. 86-90. p.
- Takács, F. (2008): Budapest olimpiai kandidálásai. VI. Országos sporttudományi Kongresszus Bp. II. kötet 212-216. p.
- Takács, F. (2009): Budapest sporttörténete – Budapest, Fővárosi Önkormányzat Sport Ügyosztály
- A dobók pápája [Koltai Jenő]; OFI OPKM, Bp., 2009 (Mesterek és tanítványok)
- Fehér Ferenc–Takács Ferenc: Az I. kerület olimpiai bajnokai; Budavári Önkormányzat, Bp., 2015
- Az olimpiák múltja, jelene, jövője; Magyar Olimpiai Bizottság, Bp., 2012
- Szellemet, erkölcsöt, erőt egyesíts! A 90 esztendős TF története; szerk. Takács Ferenc, Krasovec Ferenc; TE, Bp., 2015
- Irodalom és testkultúra – Budapest, Pauker Holding Kft., 2016[8]
- Irodalom és testkultúra; 2. bőv. kiad.; Pauker Holding Kft., Bp., 2017
- Takács, F. (2017): Az olimpiák kultúrtörténete (?)[8]